# Alternative Software
Alternative Software est un éditeur de jeux vidéo britannique. Il est spécialisé dans les jeux à petits prix (entre 1,99 £ et 3,99 £),.

## Ludographie
Liste non exhaustive
- The Munsters (1989)
- Kentucky Racing (1990)
- The Wombles (1990)
- Thomas the Tank Engine and Friends (1990)
- Fireman Sam (1991)
- Popeye 2 (1991)
- Postman Pat 3: To the Rescue (1992)
- Count Duckula 2 Featuring Tremendous Terence (1992)
- Popeye 3: WrestleCrazy (1992)
- Dalek Attack (1992)
- Death Mask (1994)
- Thomas the Tank Engine and Friends Pinball (1995)
- The Quivering (1998)[4]
- NRL Rugby League (2003)
- Rugby League 2 (2005)